# Raa-Besenbek
Raa-Besenbek est une commune allemande du Schleswig-Holstein, située dans l'arrondissement de Pinneberg (Kreis Pinneberg), à quelques kilomètres à l'ouest de la ville d'Elmshorn. Raa-Besenbek fait partie de l'Amt Elmshorn-Land (« Elmshorn-campagne ») qui regroupe sept communes autour d'Elmshorn.